# Lipothrixviridae
Die Virusfamilie Lipothrixviridae (gr. λἷπος: Fett, θρίξ: Haar) umfasst drei Gattungen von Bakteriophagen mit linearem, doppelsträngigem DNA-Genom (dsDNA). Die Lipothrixviridae besitzen ein sehr langes, helikales Kapsid, das von einer sehr eng anliegenden Virushülle umgeben ist.

Schemazeichnung Alphalipothrixvirus

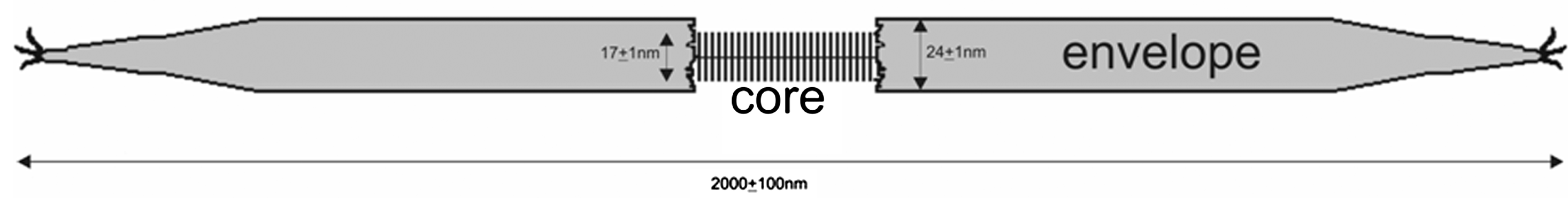
Schemazeichnung eines AFV-3-Virions (Betalipothrixvirus) im Detail

Schemazeichnung Betalipothrixvirus

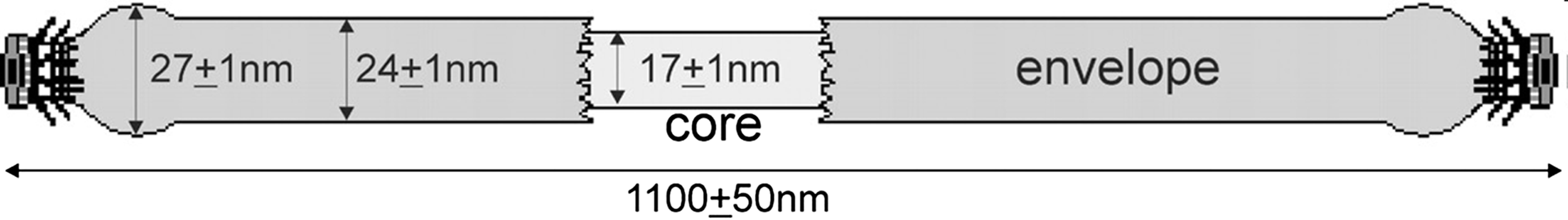
Schemazeichnung eines AFV-2-Virions (Deltalipothrixvirus) im Detail

Schemazeichnung Deltalipothrixvirus

Die Viruspartikel (Virionen) der Lipothrixviridae haben je nach Virusart eine Dicke von 24 bis 38 nm im Durchmesser und eine Länge von 410 bis 2200 nm. Die Lipothrixviridae besitzen an ihren Enden komplexe, teilweise halbmondförmige Proteinstrukturen. Die Gattungen dieser fadenförmigen (filamentösen) Viren werden schon morphologisch anhand ihrer Flexibilität bzw. Biegsamkeit unterschieden: wenig flexible (Betalipothrixvirus) oder sehr flexible Filamente (ehem. Gammalipothrixvirus, jetzt Captovirus in der Fam. Ungulaviridae).
Das Genom innerhalb der Familie besteht aus einem einzigen DNA-Molekül mit Größen zwischen 15,9 und 56 kBp. Die Enden des Genoms sind gegenüber einem Abbau durch Exonukleasen äußerst stabil, was durch eine noch unbekannte chemische Modifikation verursacht wird.
Eine gewisse Verwandtschaft besitzt die Familie Lipothrixviridae zu den Rudiviridae, die jedoch keine Hülle besitzen. Die Vertreter beider Virusfamilien haben einen ähnlichen Genomaufbau, ein filamentöses Kapsid und infizieren extrem thermophile Archaeen der Abteilung Crenarchaeota.
Die Wirte der Lipothrixviridae sind z. B. Sulfolobus islandicus; bei AFV-1 die extrem thermophilen Archaeen Acidianus hospitalis und Acidianus infernus, die vorwiegend an vulkanischen Quellen und Geysiren zu finden sind.
Aufgrund erweiterter Sequenzanalysen kann ein gemeinsamer evolutionärer Ursprung der beiden Familien Rudiviridae und Lipothrixviridae angenommen werden, weshalb sie seit 2012 zu einer neuen, gemeinsamen Ordnung Ligamenvirales zusammengefasst sind.
Der ehemals größte Vertreter, das Thermoproteus-tenax-Virus 1 (en. Thermoproteus tenax virus 1, TTV-1, Spezies Betatristromavirus TTV1), mit 38×2200 nm eine der größten bekannten Virusspezies überhaupt, wurde inzwischen jedoch der Familie Tristromaviridae zugeschlagen. Zwischen dieser Spezies (TTV-1) und den Betalipothrixviren bestehen keine Übereinstimmungen oder Ähnlichkeiten in der Genomsequenz, ihre Filamente sind nicht flexibel.
Die früher als Gammalipothrixvirus bezeichnete Gattung (mit Acidianus-filamentous-Virus 1, engl. Acidianus filamentous virus 1, AFV-1) wurde inzwischen mit neuem Namen Captovirus in eine eigene Familie Ungulaviridae ausgelagert.

## Systematik

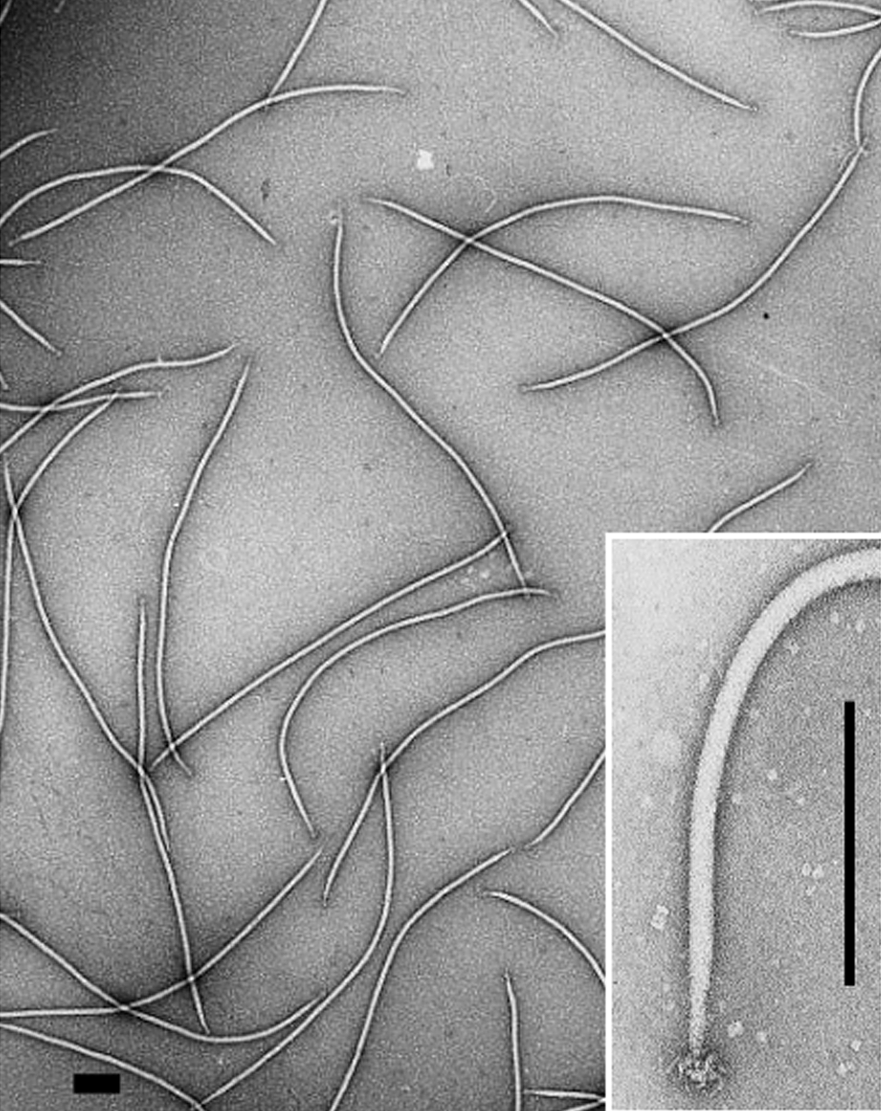
EM-Aufnahme von SIFV-Virionen (Gattung Betalipothrixvirus). Balken 100 nm.

Systematik nach ICTV Stand März 2025, ergänzt um einige Vorschläge in doppelten Anführungszeichen (wo nicht anders angegeben nach NCBI):
- Familie Lipothrixviridae

- Gattung Alphalipothrixvirus

- Spezies Alphalipothrixvirus beppuense (früher Alphalipothrixvirus SFV1, SFV-1)

- Subtyp Sulfolobus filamentous virus 1 (SFV1) mit Isolat S48
- Subtyp Sulfolobales Beppu filamentous virus 1

- Spezies Alphalipothrixvirus umijigokuense (früher Alphalipothrixvirus SBFV2, SBFV-2)

- Subtyp Sulfolobales Beppu filamentous virus 2 (SBFV2) mit Isolat Clone B

- Gattung Betalipothrixvirus (Details siehe dort)

- Gattung Deltalipothrixvirus

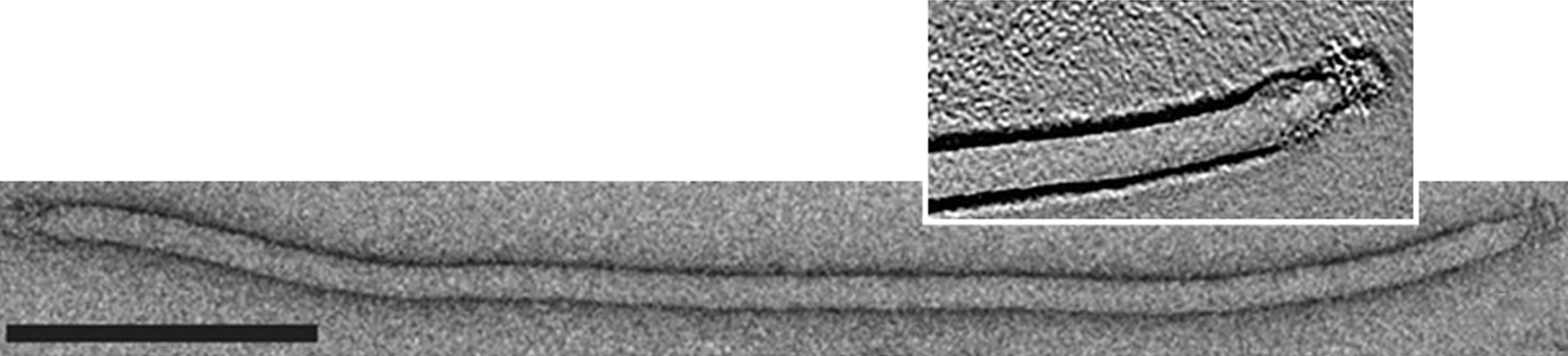
EM-Aufnahme eines AFV-2-Virions (Gattung Deltalipothrixvirus). Balken 100 nm.

- Spezies Deltalipothrixvirus beppuense (früher Deltalipothrixvirus SBFV3), mit Sulfolobales Beppu filamentous virus 3 (SBFV3)
- Spezies Deltalipothrixvirus pozzuoliense, mit Acidianus filamentous virus 2 (AFV-2)